# Pyroteuthidae
Pyroteuthidae is een familie van weekdieren uit de klasse van de Cephalopoda (inktvissen).

## Geslachten
- Pterygioteuthis P. Fischer, 1896
- Pyroteuthis Hoyle, 1904